# Musée National d’Art Moderne

Der heutige Sitz des Museums im Centre Georges-Pompidou

Das Musée National d’Art Moderne (MNAM) ist ein staatliches Kunstmuseum in Paris, Frankreich. Es wurde am 9. Juni 1947 im Palais de Tokyo eröffnet und zog im Jahr 1977, dem Wunsch des 1974 verstorbenen Staatspräsidenten Georges Pompidou entsprechend, in sein heutiges Gebäude um, das damals gerade fertiggestellte Centre Georges-Pompidou.
Das Museum beherbergt eine der weltweit größten und qualitätvollsten Sammlungen moderner Kunst. Der Fundus umfasst mehr als 40.000 Kunstgegenstände, von denen jeweils nur etwa 900 in ständig wechselnden Ausstellungen gezeigt werden. Die übrigen werden an den Louvre oder an Provinzmuseen ausgeliehen. Dabei reichen die Exponate von Gemälden über Skulpturen, Plastiken, Videoinstallationen und Filmkunst bis zu Architektur, Design und industriellen Kreationen.
2019 hatte das Museum 3.273.867 Besucher und gehört damit zu den meistbesuchten Kunstmuseen der Welt. Es ist nicht zu verwechseln mit dem Musée d’art moderne de la Ville de Paris (MAM).

## Geschichte der Sammlungen
Das Museum wird gelegentlich als entfernter Nachfolger des am 11. April 1818 in den Galerien des Palais du Luxembourg eröffneten Musée des artistes vivants und damit als ältestes staatliches Museum bezeichnet. Diese Aussage muss differenziert werden, da auch der Louvre, das Musée d’Orsay und das Musée de l’Orangerie Gemälde und Zeichnungen aus diesem ab 1886 unter der Bezeichnung Musée du Luxembourg in einem eigenen Gebäude im Jardin du Luxembourg untergebrachten „Durchgangsmuseum“ übernahmen, dessen Exponate nach dem Tod der Künstler in andere Sammlungen überführt wurden.

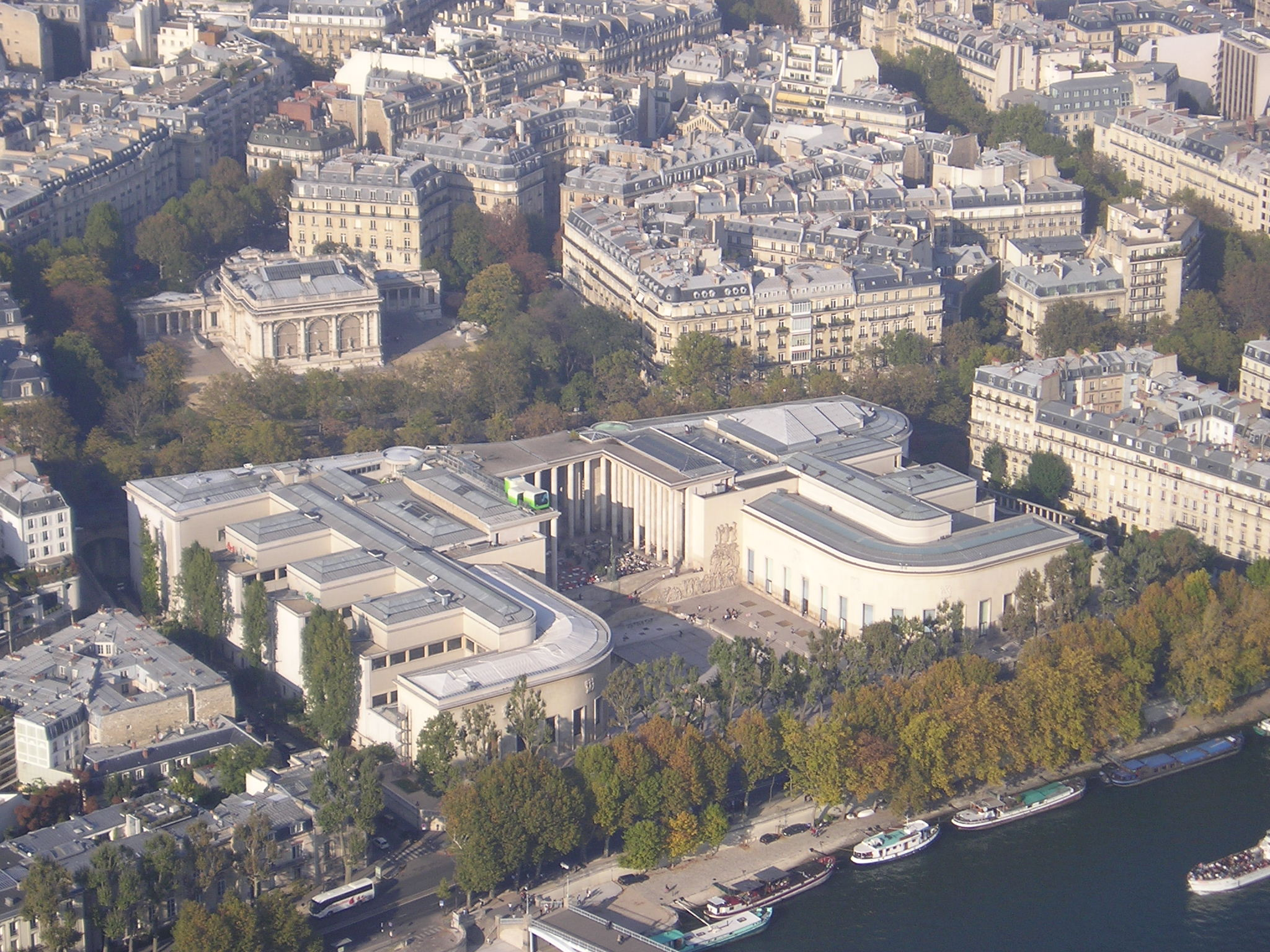
Das Palais de Tokyo vom Eiffelturm aus gesehen; der rechte Flügel beherbergte das Musée National d’Art Moderne

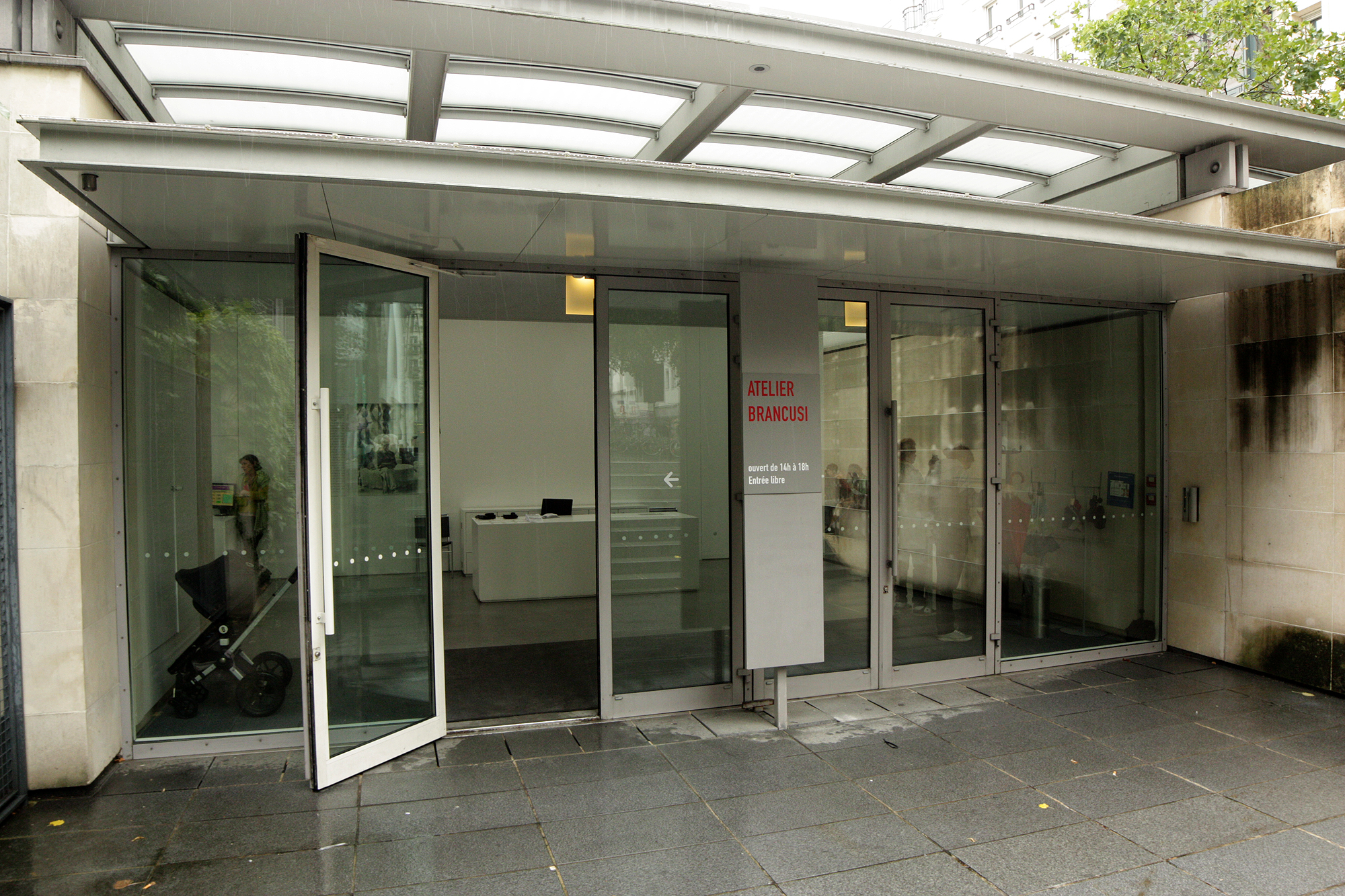
Eingang zum Nachbau von Brâncușis Atelier an der Place Georges-Pompidou

Ein Teil der Sammlung war in die ehemalige Orangerie des Jardin des Tuileries ausgelagert worden, wo sie, abgesehen von den Werken ausländischer Künstler, die von dort in das benachbarte ehemalige Ballspielhaus Jeu de Paume umzogen, bis 1939 verblieb.
Der Bedarf an Pavillons für die Pariser Weltausstellung von 1937 war der willkommene Anlass, das Palais de Tokyo so zu gestalten, dass es der Aufnahme der Sammlungen des zu kleinen und mittlerweile veralteten Musée du Luxembourg dienen konnte. Allerdings wurden sämtliche Werke während des Zweiten Weltkrieges zunächst in Depots im Loiretal und in den Magazinen des Musée National d’Art Moderne in Sicherheit gebracht.
Nach dem Krieg wurde der Fundus aufgeteilt. Ab 1947 wurden die Werke des 19. Jahrhunderts (bis etwa 1890) im Jeu de Paume ausgestellt, von wo sie 1986 in das Musée d’Orsay umzogen. Die Werke des 20. Jahrhunderts kamen in das im Juni 1947 im Palais de Tokyo durch den damaligen Kultus- und Bildungsminister eröffnete neue Musée National d’Art Moderne, dessen Leitung Jean Cassou, der ehemalige Chefkonservator des Musée du Luxembourg übernahm. Die Sammlungen des Musée National d’Art Moderne wurden stetig erweitert und das Museum 1977 in das neue Kunst- und Kulturzentrum Georges-Pompidou integriert.
Nach dem Tod des rumänischen Bildhauers Constantin Brâncuși im Jahr 1957 erhielt das Musée National d’Art Moderne von seinem Nachlass den Inhalt seines Ateliers, das seine Bildhauerwerkzeuge sowie viele seiner bedeutendsten Skulpturen enthielt. Im Einklang mit seinem letzten Willen wurde das Atelier 1997 von dem Architekten Renzo Piano rekonstruiert. Der Nachbau des Ateliers liegt neben dem Centre Georges-Pompidou an der Rue Beaubourg Nr. 19, Place Georges-Pompidou, und ist für die Öffentlichkeit zugänglich.

## Permanent ausgestellte Künstler (Auswahl)
Henri Edmond Cross, Kasimir Malewitsch, Henri Matisse, Hans Richter, Raoul Dufy, Sonia Delaunay-Terk, André Masson, Georges Rouault, Fernand Léger, Victor Brauner, Pierre Roy, Gerhard Richter, Natalja Gontscharowa

## Direktoren
- MNAM im Palais de Tokyo
  - 1945–1965: Jean Cassou (Palais de Tokyo)
  - 1965–1968: Bernard Dorival
  - 1968–1973: Jean Leymarie
- MNAM im Centre Georges-Pompidou (ab 1977)
  - 1973–1981: Pontus Hultén, verantwortlich für den Umzug
  - 1981–1986: Dominique Bozo, kündigt aus Protest gegen fehlende materielle Mittel und mangelnde Autonomie
  - 1986–1987: Bernard Ceysson
  - 1987–1991: Jean-Hubert Martin
  - 1991–1992: Dominique Bozo (erneut)
  - 1992–1997: Germain Viatte
  - 1997–2000: Werner Spies
  - 2000–2013: Alfred Pacquement
  - seit 2013: Bernard Blistène[3]